# Agropyropsis
Agropyropsis, monotipski rod trava smješten u podtribus Parapholiinae. dio tribusa Festuceae. Jedina vrdsta A. lolium alžirski je endem.
Trajnica, naraste od 20 do 60 cm.

## Sinonimi
- Festuca lolium Balansa ex Coss. & Durieu
- Catapodium lolium (Balansa ex Coss. & Durieu) Hack.